# Włodzimierz Wójcik (historyk literatury)
Włodzimierz Wójcik (ur. 29 maja 1932 w Łagiszy, zm. 30 września 2012 w Sosnowcu) – polski historyk literatury, krytyk, eseista, edytor. Profesor zwyczajny, twórca Zakładu Literatury Współczesnej Instytutu Nauk o Literaturze Polskiej Uniwersytetu Śląskiego.

## Życie prywatne
Syn Andrzeja Wójcika i Otylii Wójcik z domu Nikodem. Od 1957 był żonaty z Zofią Jolantą Jaworowską-Wójcik, ma z nią syna Andrzeja który jest magistrem inżynierii środowiska.
Wykształcenie
Studiował polonistykę na Uniwersytecie Jagiellońskim. W 1956 roku uzyskał tytuł magistra. Po studiach pracował jako polonista w krakowskich i nowohuckich szkołach średnich. W 1969 roku został starszym asystentem, a w 1970 roku adiunktem w Instytucie Filologii Polskiej UJ. W 1988 roku uzyskał tytuł profesora, a w 1992 roku profesora zwyczajnego na Uniwersytecie Śląskim.

## Książki autorskie Włodzimierza Wójcika
Lista wybranych książek:
- Staff i Różewicz (1999)[5]
- Zofia Nałkowska (1973)[6]
- Słowo za słowo. Szkice o twórczości Tadeusza Różewicza (1998)[7]
- Legenda Piłsudskiego w Polskiej literaturze międzywojennej (1987)[8]
- Powrót do Nałkowskiej (2004)[9]

## Odznaczenia i nagrody
Uhonorowany m.in. Nagrodą Ministra Nauki, Nagrodą Wojewódzką Katowic, Nagrodą Miasta Sosnowca oraz wielokrotnie Nagrodą Rektora UŚ. 
Odznaczony m.in. Złotym Krzyżem Zasługi, Krzyżem Kawalerskim Orderu Odrodzenia Polski, Krzyżem Oficerskim Orderu Odrodzenia Polski,  Medalem Komisji Edukacji Narodowej i Odznaką „Zasłużony Działacz Kultury”.